# Sorrow Throughout the Nine Worlds
Sorrow Throughout the Nine Worlds je EP od švédské death metalové kapely Amon Amarth vydané 5. dubna 1996.

## Seznam skladeb
1. Sorrow Throughout the Nine Worlds
2. The Arrival of the Fimbul Winter
3. Burning Creation
4. The Mighty Doors of the Speargod's Hall
5. Under the Grayclouded Winter Sky

## Obsazení
- Johan Hegg – zpěv
- Olavi Mikkonen – kytara
- Anders Hannson – kytara
- Ted Lundström – baskytara
- Nico Mehra – bicí